# Bulbophyllum lemniscatum
Bulbophyllum lemniscatum es una especie de orquídea epifita originaria de Asia.   

## Descripción
Es una  orquídea de pequeño tamaño, de crecimiento cálido con hábitos de epífita con pseudobulbos globosos, ásperos muy juntos que llevan hasta 3 hojas caducas, lanceoladas que se caen en la floración que se produce en el otoño y el invierno en una inflorescencia basal, que surge de un maduro pseudobulbo, a menudo sin hojas, erecta, de 11 a 15 cm  de largo, con 2 brácteas ovadas, en un racimo apical de muchas pequeñas flores. Esta especie también puede estar montada en corcho o helecho arborescente.

## Distribución y hábitat
Se encuentra en Tailandia y Myanmar  en las elevaciones de alrededor de 400 metros.

## Taxonomía
Bulbophyllum lemniscatum fue descrita por C.S.P.Parish ex Hook.f.    y publicado en Botanical Magazine 98: t. 5961. 1872.
Etimología
Bulbophyllum: nombre genérico que se refiere a la forma de las hojas que es bulbosa.
lemniscatum: epíteto latino que significa "con forma de tira".
Sinonimia
- Hordeanthos lemniscatus (C.S.P.Parish ex Hook.f.) Szlach.
- Phyllorchis lemniscata (Parish ex Hook. f.) Kuntze
- Phyllorkis lemniscata (C.S.P.Parish ex Hook.f.) Kuntze[4][5]